# Le Lion-d’Angers

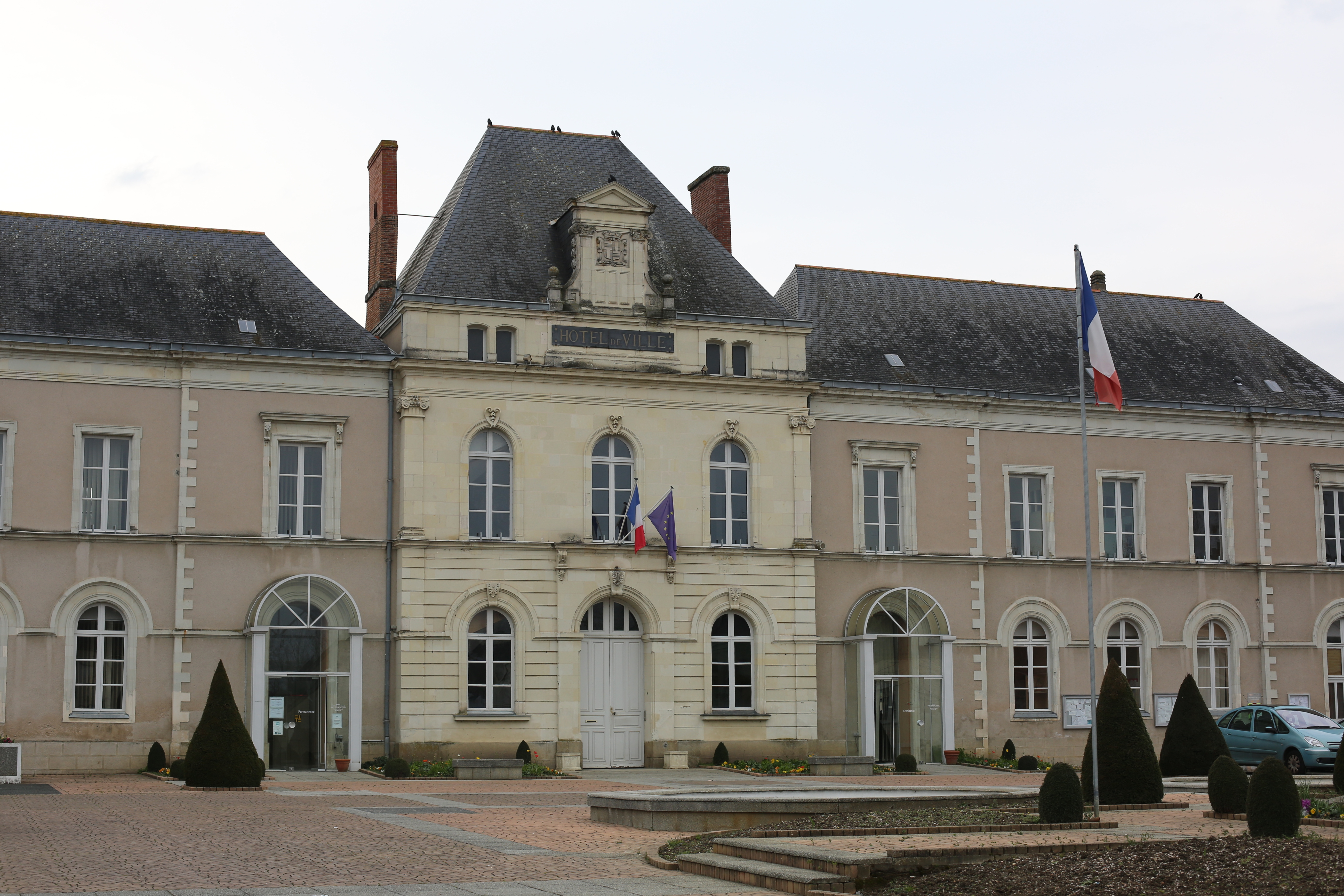
Hôtel de ville (Rathaus)

Le Lion-d’Angers [lə ljɔ̃ dɑ̃ʒe] ist eine französische Gemeinde mit 5.343 Einwohnern (Stand 1. Januar 2022) im Département Maine-et-Loire in der Region Pays de la Loire. Sie gehört zum Arrondissement Segré und zum Kanton Tiercé.
Sie entstand als namensgleiche Commune nouvelle mit Wirkung vom 1. Januar 2016 durch die Zusammenlegung der früheren Gemeinden Le Lion-d’Angers und Andigné. In der neuen Gemeinde hat lediglich Andigné den Status einer Commune déléguée. Der Verwaltungssitz befindet sich in Le Lion-d’Angers.

## Toponyme
Der Stadtname hat wahrscheinlich nichts mit einem Löwen (lion) zu tun, sondern geht zurück auf eine in römischer oder gallo-römischer Zeit hier stationierte Militäreinheit (legion).

## Lage
Le Lion-d’Angers liegt an der Mündung des Oudon in die Mayenne, etwa 28 Kilometer (Fahrtstrecke) nordwestlich von Angers auf einer mittleren Höhe von etwa 47 Metern ü. d. M.

## Gliederung
| Ortsteil                           | ehemaliger INSEE-Code | Fläche (km²) | Einwohnerzahl (2016) |
| ---------------------------------- | --------------------- | ------------ | -------------------- |
| Andigné                            | 49005                 | 06.63        | 0428                 |
| Le Lion-d’Angers (Verwaltungssitz) | 49176                 | 41,11        | 4442                 |

## Bevölkerungsentwicklung
| Jahr      | 1962 | 1968 | 1975 | 1982 | 1990 | 1999 | 2010 | 2018 |
| Einwohner | 2226 | 2215 | 2327 | 2709 | 3095 | 3347 | 3687 | 4974 |

Der Bevölkerungsanstieg in den vergangenen Jahrzehnten ist ganz wesentlich auf die Nähe zur Großstadt Angers und die vergleichsweise niedrigen Mieten und Grundstückspreise zurückzuführen.

## Wirtschaft
Die Wirtschaft des Ortes war jahrhundertelang auf die Selbstversorgung der Bevölkerung ausgerichtet. Mit dem Anwachsen der Einwohnerzahl von Angers wurde auch für die dortigen Märkte produziert, was wegen der Entfernung jedoch nicht leicht zu bewerkstelligen war. Von 316 Kleinunternehmen entfielen im Jahr 2010 21 % auf landwirtschaftliche Betriebe, 6 % auf kleinere Industriebetriebe, 7 % auf den Bausektor, 47 % auf Handel, Handwerk und Dienstleistungen und 19 % auf Gesundheit und Verwaltung.

## Geschichte
Zur Geschichte der Kleinstadt ist nur wenig bekannt. Obwohl der Ort in der Zeit des Hundertjährigen Krieges (1337–1453) abseits der Auseinandersetzungen lag, wurde er während des Guerre folle (1485–1488) von bretonischen Soldaten in Brand gesetzt. Auch die Hugenottenkriege (1562–1598) und der Aufstand der Fronde (1648–1653) hinterließen Spuren. In der Revolutionszeit blieb der Ort unbehelligt, doch am 19. Juni 1940 marschierten die Deutschen ein.

## Sehenswürdigkeiten
Siehe auch: Liste der Monuments historiques in Le Lion-d’Angers
- Die dem heiligen Martin von Vertou geweihte Kirche Saint-Martin entstand im 11. Jahrhundert; sie wurde jedoch im 15. Jahrhundert restauriert. Eine weitere umfassende Erneuererung der Ostpartie im neugotischen Stil (Chor und Nordquerhaus) wurde im 19. Jahrhundert unternommen. Die aus Bruchsteinen errichtete Westpartie der Kirche mitsamt dem romanischen Portal sowie das einschiffige, mit einem Holzgewölbe gedeckte Langhaus und das Südquerhaus mitsamt dem Turm entstammen noch dem 11. Jahrhundert; das spätgotische Fenster des Südquerhauses ist dagegen eine Zutat des 15. Jahrhunderts. Im Inneren hat sich ein Freskenzyklus aus dem 16. Jahrhundert mit Szenen der Lebens- und Leidensgeschichte Christi erhalten. Die Orgel stammt aus der Werkstatt von Aristide Cavaillé-Coll. Wegen ihrer kulturhistorischen Bedeutung ist die Kirche seit dem Jahr 1980 als Monument historique[3] anerkannt.

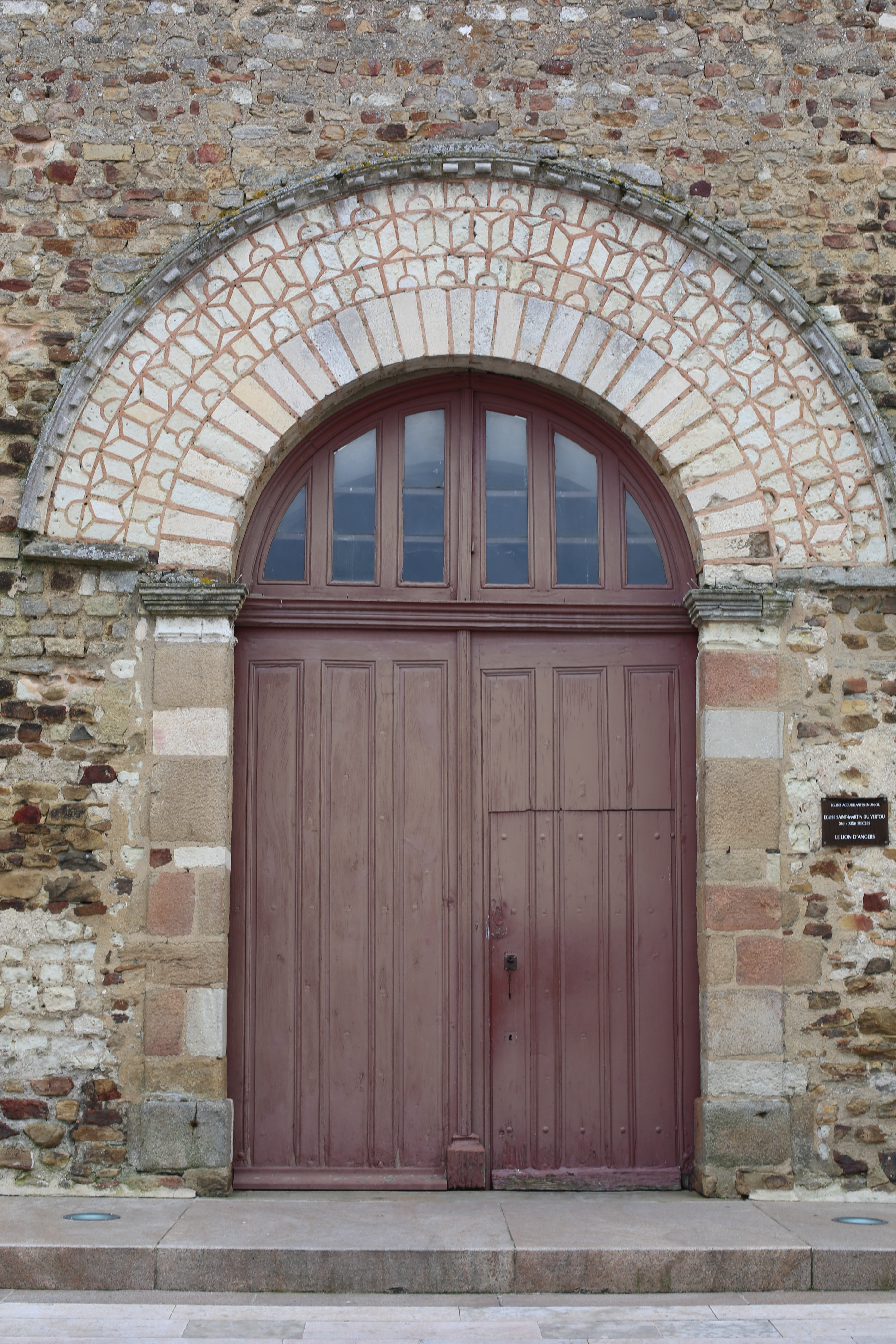
Romanisches Portal
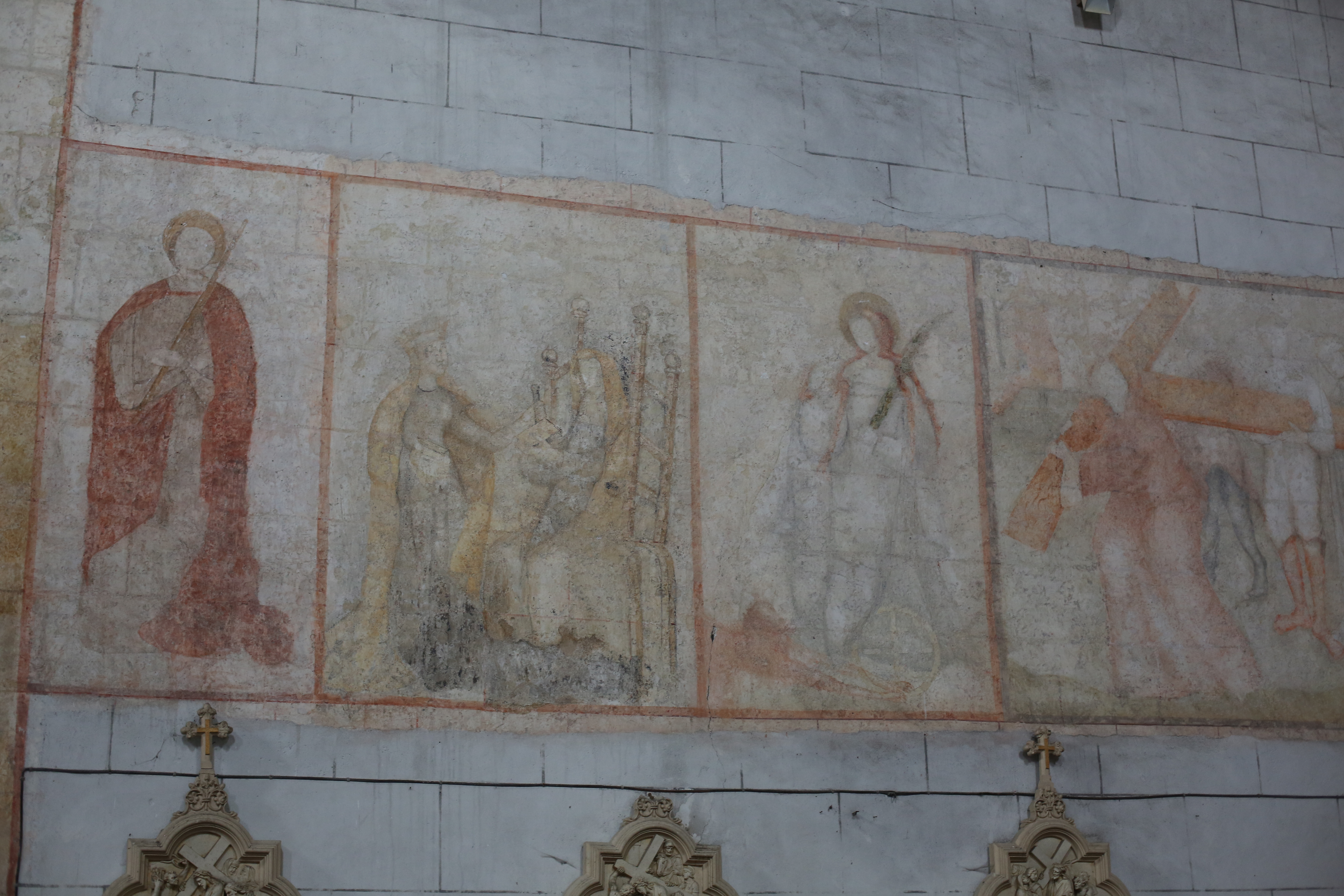
Verkündigung, Heimsuchung und Kreuztragung
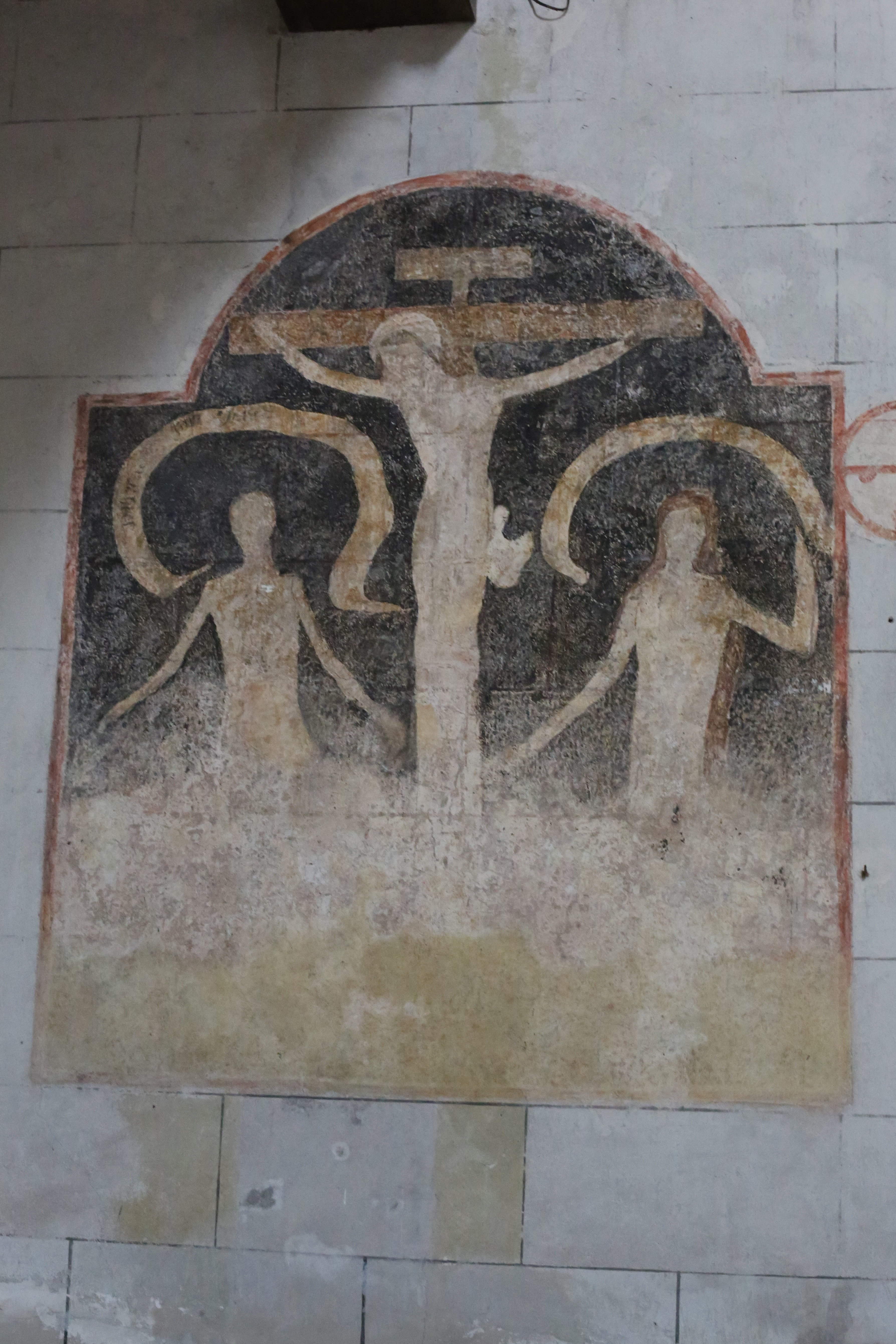
Kreuzigung und Auferstehung der Toten
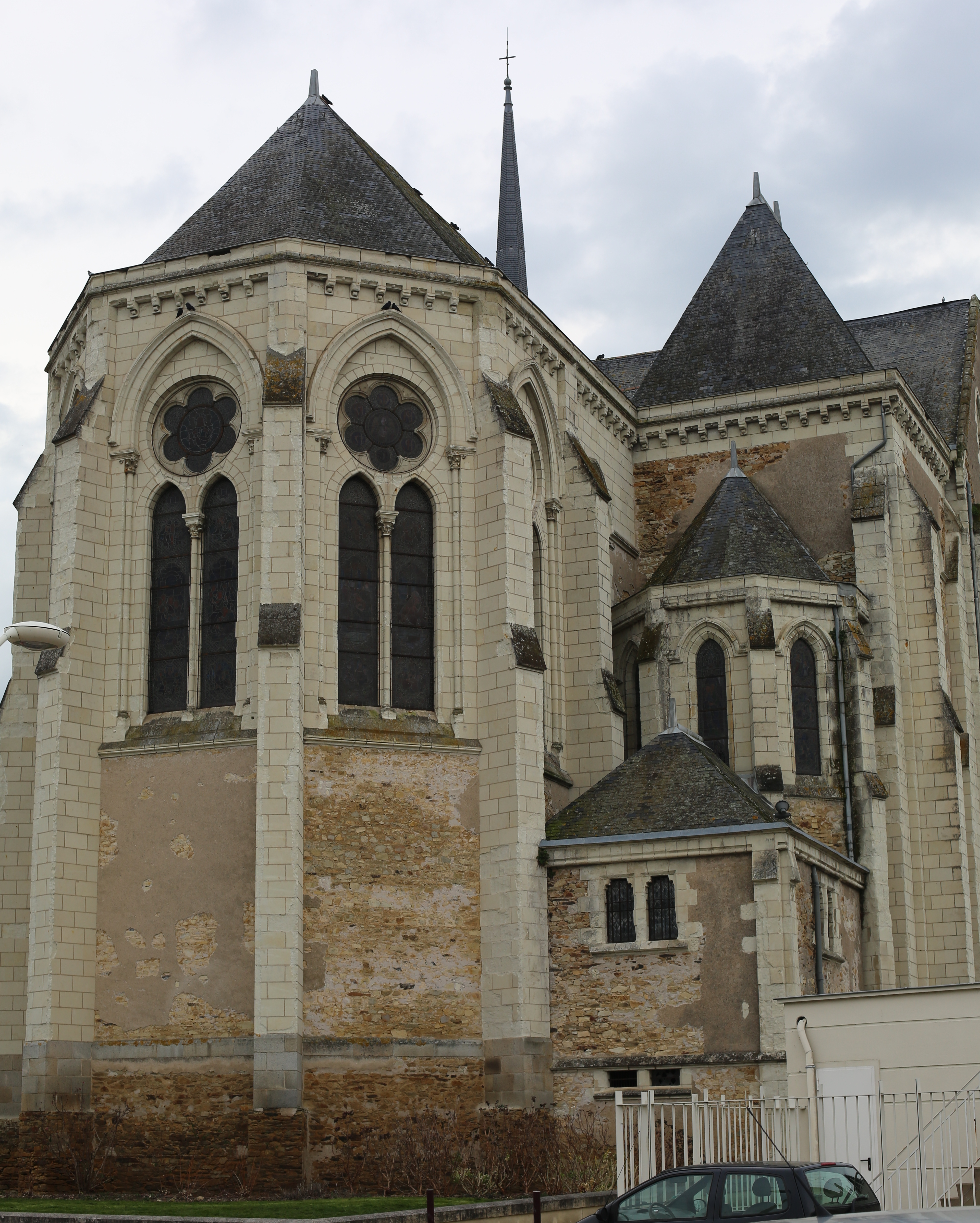
Neugotische Ostpartie

- Eine etwa zwei Kilometer außerhalb des Ortes gelegene Gruppe von Großsteinblöcken (Ensemble Mégalithique)[4] wurde im Jahr 1976 unter Schutz gestellt.
- Der Landsitz Manoir Les Vents[5] aus dem 15. bis 17. Jahrhundert wurde im Jahr 1972 als Monument historique eingetragen.
- Ein in Privatbesitz befindliches Wohnhaus (logis)[6] aus dem 16. bis 19. Jahrhundert wurde im Jahr 1986 als Monument historique anerkannt.

## Persönlichkeiten
- Octave Hamelin (1856–1907), Philosoph

## Städtepartnerschaften
- Wiveliscombe (Somerset, England)
- Bad Buchau (Baden-Württemberg)
- Nivnice (Tschechien)